# Лебедовский, Николай Григорьевич
Николай Григорьевич Лебедовский (23 октября 1898, Саратов — 28 марта 1952, Симферополь) — советский военный деятель, генерал-майор артиллерии (16.11.1943).

## Биография
Родился в 1898 году в селе Софьино, Сердобского уезда, Саратовской губернии в семье сельского священника. В семье был средним сыном. Старший брат погиб в боях на турецком фронте в Первую мировую войну. 
Образование до революции: земская школа, затем 1-я Саратовская мужская гимназия.  
С 1918 года — на военной службе, общественной и политической работе. В 1918—1921 годах — участник Гражданской войны. На командных должностях в артиллерийских частях Рабоче-крестьянской Красной Армии. Член ВКП(б) с 1919 года. 
Участник Великой Отечественной войны, командир 41-й пушечной артиллерийской бригады 12 артдивизии РГК, командир 29-й артиллерийской дивизии прорыва РГК. После войны на командных должностях в Таврическом военном округе.
Был женат.
Умер в Симферополе в 1952 году. Похоронен на военном кладбище Симферополя, ул. Старозенитная.

## Награды
- Орден Ленина
- Орден Ленина
- Орден Красного Знамени
- Орден Красного Знамени
- Орден Красного Знамени
- Орден Красного Знамени
- Орден Суворова 2 степени
- Орден Красной Звезды[1]
- медаль ХХ лет РККА
- Медаль За победу над Германией в Великой Отечественной войне 1941–1945 гг

Могила Лебедовского на Военном кладбище Симферополя.